# Joseph Morvan
Pour les articles homonymes, voir Morvan (homonymie).
Joseph Morvan, dit Job Morvan, né le 3 décembre 1924 à Moustoir-Ac et mort le 26 juillet 1999 à Colpo, est un ancien coureur cycliste professionnel français. Il est notamment vainqueur d'une étape sur le Tour de France 1956 et est détenteur de deux podiums sur la classique du GP de Plouay (second en 1957 et troisième en 1962). Il a remporté les semi-classiques françaises Paris-Bourges (1956) et le Circuit de l'Aulne (1962) ainsi que la course par étapes le Tour de l'Ouest (1959). Il est également le coureur le plus titré de Manche-Océan avec six victoires en six participations.

## Biographie

### Enfance
Joseph Léon Marie, dit Job, naît le 3 décembre 1924 au lieu-dit Kerbernard à Moustoir-Ac (Morbihan). Son père, Joseph Marie Morvan, né au lieu-dit du Mené également à Moustoir-Ac, est un marchand de bestiaux. Sa mère, Marie Mathurine Jégat, native de Plumelin, participe aux travaux de la ferme. De leur union naissent 5 enfants : Léon, Séraphine, Joseph, Estelle et Anne.
La famille s'installe ensuite au lieu-dit de Langle toujours à Moustoir-Ac. Joseph s'initie à la gestion d'une exploitation agricole ce qui le musclera. Après le décès de son père, il mènera une activité de charretier avec un ami de La Chapelle-Neuve ce qui aura pour effet de le muscler.

### Carrière amateur
En 1947, Joseph sera remarqué par Charles Oden d'Hal, un riche passionné de cyclisme qui deviendra un commissaire international de cyclisme, lors d'une course de kermesse qu'il remporte avec un vélo d'emprunt. Dès lors, il achète son premier vélo de course, puis signe sa licence au Vélo-Club Colpo (V.C.C), créé cette même année, dont Charles Oden d'Hal en est le secrétaire et le meneur. 56 coureurs y prennent leur licence. Le club organise un challenge interne composé d'épreuves en ligne, de courses de vitesse, de côte, de contre-la-montre, etc. Sur le 30 km contre-la-montre, un inconnu s'y révèle en remportant largement ce premier championnat du V.C.C. Cet inconnu n'est autre que Joseph Morvan, immédiatement surnommé Job. Il se fera de nombreux amis parmi les coureurs dont François Mahé et y côtoie Sylvère Jezo et son frère Marcel Jezo.
Job signe sa première victoire officielle en sa propre commune, en 1947. À Camors, il est victime d'une chute collective qui ne l'empêchera pas d'endosser le maillot de champion 47 des Rouge et Blanc, un championnat remporté l'année suivante par Félix Oliviero, ami de Job.
L'année suivante, le club rural compte 81 licenciés, répartis en deux équipes. La première épreuve de la saison, la Pascale du VS Lorientais, est à mettre à l'actif de Joseph Morvan.
En 1949, le V.C.C possède 128 licenciés. L'équipe du club, pourtant accablée de multiples crevaisons, termine à la 3e place du championnat de Bretagne des sociétés, disputé sur 100 km. Job y joue déjà le Saint-Bernard, ramenant ses équipiers victimes d'ennuis mécaniques. Job, puissant (1,72 m pour 72 kg), devient le point de mire des pelotons et des directeurs sportifs. Le 8 mai, à Loudéac, il bat Jean Bobet en finale du championnat de Bretagne de poursuite, mal assis sur un vélo équipé de boyaux de route emprunté à Sylvère Jezo. Job surclassera ses équipiers en remportant le championnat interne du club. Job a gagné depuis ses débuts une dizaine de courses amateur.
Le 11 septembre 1949, il s'engage dans la grande épreuve de l' U.C alréenne, organisée sous le patronage de Paris-Presse et de La Liberté du Morbihan. Un contre-la-montre de 100 km. Joseph pointe en 4e position au 43e km, à Mûr-de-Bretagne, dont les pentes réputées sont dévalées à 90 km/h. Il effectue une fin de course extraordinaire, il rejoint Scardin, parti avant lui, et gagne à Vannes, laissant à 6' 3'' Marcel Dussault, meilleur français de l'étape contre-la-montre Les Sables - La Rochelle du Tour de France 1949. Job a gagné sa qualification pour le Grand Prix des Nations. Il signe au sein de l'équipe Dilecta-Wolber.

### Carrière professionnelle

#### 1949: première saison chez les professionnels et vainqueur de Manche-Océan
Joseph est désormais sous contrat en qualité de professionnel avec la marque Dilecta-Wolber, au maillot mi-bleu, mi-jaune. Le 18 septembre 1947, pour sa première participation à une grande classique internationale, Job finit à la 12e place du Grand Prix des Nations. Il remporte une course à Malestroit et gagne son premier Mance-Océan à Pluneret.

#### 1950
Joseph gagne à Poullaouen, à Berné, au Circuit de Cléguérec et au G.P d'Arzano. Il termine 7e du Tour de l'Ouest (2e de la 7e étape et 3e de la 8e étape), 10e du Grand Prix des Nations et 27e du Circuit du Morbihan.
Joseph rencontre Odette Le Bagousse au bal d'une course locale à Brandivy ; ils se fréquenteront trois ans avant de se marier.

#### 1951: vainqueur de Manche-Océan
Job enchaîne les courses, premier à Ploerdut, au Circuit des Montagnes Noires, au G.P des Commerçants à Lorient, au G.P Saint-Yves à Plouray et à Leuchan. Il aborde les grandes épreuves internationales : 7e de Paris-Brest-Paris, 15e de Paris-Côte d'Azur, 20e du Critérium du Dauphiné Libéré, 49e du Critérium National et 53e de Paris-Bruxelles. Job remporte pour la seconde fois Manche-Océan et participe à son premier Tour de France où il termine 49e au classement général et termine 7 étapes dans le top 10.

#### 1952
Job gagne à Melgven, à Locminé, à Plonéour-Lanvern, à Leuhan, à Priziac, à Cléguérec et au Circuit de Pontivy. Il finit 6e du Circuit de l'Aulne, 11e du Tour de l'Ouest (3e de la 1er  et 8e étape), 19e des Boucles de la Seine et 71e de Paris-Tours. Il termine 3e de la première étape du Critérium du Dauphiné Libéré, mais doit abandonner à la 6e étape pour cause de furonculose aiguë mal placé. Il ne participe donc pas au Tour de France.

#### 1953
Joseph se marie avec Odette Le Bagousse à Grand-Champ le 13 janvier 1953.
Job gagne à Sainte-Anne d'Auray, à Trégunc, à Guengat, à Plomeur, à Caudan, à Châteauneuf-du-Faou, à Plounevez-Quintin et au Circuit de deux Baies. Il termine 8e du Circuit de l'Aulne et du Tour du Morbihan, 17e du Critérium du Dauphiné Libéré (2e de la 6e étape), 62e du Tour de France (4 étape dans le top 10) et participe au Tour d'Afrique du Nord où il finit second de la seconde étape. 

#### 1954: vainqueur d'une étape du Tour de l'Ouest
Joseph change de sponsor et signe chez Arrow, une filiale quimpéroise de Mercier-BP-Hutchinson. Son maillot est vert aux parements blancs. Son début de saison est perturbé par une fracture de la clavicule. Job gagne à Arzano, Fouesnant, Cléder, La Feuillée, Dinéault et au G.P de Plessala. Il termine 4e du Tour de l'Ouest, où il est second de la 4e étape et gagne la 3e étape Saint-Lô - Rennes. Il est félicité par le leader, le luxembourgeois Jean-Pierre Schmitz et Jean Robic, tous deux de la formation Terrot. Il participe à Merville-Lorient et gagne la 2e étape. Job, sélectionné de dernière minute, a failli rater le départ du Tour de France. Il arrive hors-délai lors de la 4e demi-étape Rouen-Caen, il souffrait d'un zona, il court avec un bifteck sur la selle. 
Son premier fils, Bernard, nait le 2 juin.

#### 1955: vainqueur de Manche-Océan
Job gagne à Sainte-Anne-d'Auray, Landudec, Inzinzac-Lochrist, Trédion, Locminé, Fouesnant, Locmiquélic, Quimper et Loudéac. Il gagne pour la troisième fois Manche-Océan. Il gagne le Tour du Calvados où il gagne la première étape et finit 3e de la seconde étape. Il finit 6e du Grand Prix des Nations, 14e du Championnat de France et 17e du Tour de l'Ouest.

#### 1956: vainqueur d'une étape du Tour de France
Job effectue une très bonne année, peut-être la meilleure de sa carrière. Il gagne au Bono, à Ploërdut, Pontivy, Plonéour-Lanvern, Miniac-Morvan, Vitré, au Circuit du Mené et à Lorient-Lanvellec. Il gagne à Paris-Bourges et à Rennes-Pontivy. Il gagne pour la quatrième fois Manche-Océan. Mais surtout, Job est premier de la 3e étape Caen - Saint-Malo du Tour de France. Il s'échappe à un kilomètre de l'arrivée. Il entre en tête sur la piste en cendrée du stade de Marville et s'empare de la corde. Il repousse les attaques de l'italien Alessandro Fantini, un sprinter, et du hollandais Daan De Groot. Il remporte là sa première et seule étape sur le Tour. Il terminera 63e du Tour de France. Job termine 2e de Merville-Lorient, 3e de la classique du Grand Prix de Plouay et du Circuit du Finistère, 9e du Grand Prix des Nations et 13e du Tour de l'Ouest où il gagne la 3e étape et est second de la première, 4e et 7e étape. 
Il termine 11e du Championnat de France. Une crevaison à 4 km de l'arrivée l'empêche de gagner. Il roule avec une roue crevée sur près de 2 km, puis termine sur le vélo d' un coéquipier. 

#### 1957: vainqueur de Manche-Océan
Job gagne à Guénin, Leuhan, Trédion, Landivisiau, Languidic, Plonévez-du-Faou, au Circuit des Blés d'Or à Gouesnou, de l'Étoile du Léon et de Saint-Pol-de-Léon - Brest. Il s'enrichit d'une 5e victoire sur la Manche-Océan. Disposant d'une minute d'avance, il crève à Brech. Angoissé, son mécanicien ne peut changer la roue. Job, énervé, le pousse dans le fossé, effectuant lui-même la réparation, se permettant de gagner la course de quelques secondes. Job termine second du Grand Prix de Plouay, sa meilleure place de sa carrière à cette classique. Il termine 7e du Tour de l'Oise, 11e du Tour de l'Ouest où il gagne les 6e et 9e étapes et termine 3e de la 5e étape, 22e du Championnat de France et 81e de Paris-Tours. Après une chute lors de la 9e étape du Tour de France, Job, commotionné et en sang, remonte sur son vélo. Il lutte courageusement contre la douleur et se bat, tandis que sur les bas-côtés la foule, effrayée par son aspect, l'encourage. La mort dans l'âme, Job est contraint de quitter le Tour.

#### 1958: vainqueur de Manche-Océan
Job change une dernière fois d'équipe et signe chez Saint-Raphaël-Géminiani. Job gagne à Languidic, Aubusson, Pont-l'Abbé et à Saint-Pol-de-Léon - Brest. Job gagne une dernière fois Manche-Océan, après avoir failli la perdre sur un mauvais renseignement. Informé d'une avance de 3 minutes, il ne possédait en réalité que quelques secondes. Rageur, il accélère et s'envole vers la victoire. Il aura effectué 6 participations et 6 succès. C'est le coureur ayant remporté le plus de fois Manche-Océan. 
Il termine second au Grand Prix du Midi libre où il est second de la 3e étape. Il finit 4e de Bordeaux-Paris. Déchaîné avant le passage à Vendôme, il  mène la course et pense sérieusement à la victoire. Mais il doit s'avouer vaincu par les crampes, après Châtellerault, causées par les bidons de café qu'il avait consommés pour rester éveillé. Il termine 5e des Quatre jours de Dunkerque, 35e du Tour de France pour sa dernière participation où il fait deux top 10 et finit 89e de Paris-Tours.

#### 1959: vainqueur du Tour de l'Ouest
Job gagne à Caudan et Bannalec. Il gagne la dernière édition du Tour de l'Ouest où il est second de la 6e étape. Il est second des Quatre Jours de Dunkerque derrière Jacques Anquetil où il est second de la 4e étape. Il est 3e du Critérium de Saint-Georges-de-Chesné, de nouveau 4e de Bordeaux-Paris, 10e du Grand Prix des Nations et du Super Prestige Pernod, 13e du Championnat de France, 14e du Grand Prix du Midi libre et du Tour du Sud-Est où il gagne la 3e étape et est second de la 6e étape.

#### Après 1960: fin de carrière
En 1960, Job gagne à Hennebont et au Circuit du Cher. Il est second du Circuit de l'Aulne et 5e des Quatre Jours de Dunkerque.
Sa fille, Sophie, nait en 1960.
En 1961, Job gagne à Plabennec et au Circuit de l'Aulne. Il termine 9e de la Mi-août bretonne. 
En 1962, Joseph court désormais indépendant. Il gagne à Guénin et Plouharnel. Il est 3e du Grand Prix de Plouay pour sa dernière classique et 5e du Tour du Morbihan.
En 1963, Job, âgé de 38 ans, est second du Circuit de l'Armorique, sa dernière grande course. 
Joseph dirige un temps les jeunes vers le club de Locminé, il abandonne bien vite, révolté par leur manque de motivation. Il raccroche définitivement son vélo en 1980. 
Joseph lors des courses avait des bidons de bouillie d'avoine et de café très fort qui lui causait des crampes douloureuses. Joseph habitait au lieu-dit de Langle à Moustoir-Ac, puis il prendra sa retraite de fermier au lieu-dit de Poulguern, proche de Langle. Job prêta tous ses maillots à un groupe locminois pour une Mi-Carême. Ils furent soumis aux intempéries et les maillots trempés, oubliés dans des sacs plastiques, seront rendus inutilisables et noircis. Ils étaient en laine. 
Joseph est en convalescence à Colpo en 1999. Il meurt le 26 juillet 1999, à 74 ans, à Colpo. Son souvenir perdure à travers les courses annuelles du Trophée Job Morvan. 

## Trophée Job Morvan
Le Trophée Job Morvan est une course annuelle disputée en quatre étapes en hommage à Joseph Morvan. Les quatre étapes sont : le Grand Prix de Colpo à Colpo, le Grand Prix de la Madelaine à Moréac, la Ronde des Chiens Noirs à Moustoir-Ac et la Ronde du Dreuzan à Plumelin. Les quatre épreuves sont organisées par quatre associations. Le Trophée Job Morvan est né en 1993 à l'initiative de l'association Eau Vive de Plumelin. Le vainqueur de l'édition 2019 est Clément Poirier de l'Olympique Cyclisme Locminé. 

## Palmarès
| - 1949 - Manche-Océan - 1950 - 10e du Grand Prix des Nations - 1951 - Manche-Océan - 1954 - 3e étape du Tour de l'Ouest - 2e étape de Merville-Lorient - 1955 - Manche-Océan - Tour du Calvados : - Classement général - 1re étape - 6e du Grand Prix des Nations - 1956 - Paris-Bourges - Manche-Océan - Rennes-Pontivy - Circuit du Mené - 5e étape du Tour de France - 3e étape du Tour de l'Ouest - 3e du Grand Prix de Plouay - 3e du Circuit du Finistère - 9e du Grand Prix des Nations | - 1957 - Manche-Océan - 6e et 9e étapes du Tour de l'Ouest - Étoile du Léon - 2e du Grand Prix de Plouay - 1958 - Manche-Océan - 2e du Grand Prix du Midi libre - 4e de Bordeaux-Paris - 1959 - Tour de l'Ouest - 3e étape du Tour du Sud-Est - 2e des Quatre Jours de Dunkerque - 3e du Critérium de Saint-Georges-de-Chesné - 4e de Bordeaux-Paris - 10e du Grand Prix des Nations - 10e du Super Prestige Pernod - 1960 - Circuit du Cher - 2e du Circuit de l'Aulne - 1961 - Circuit de l'Aulne - 1962 - 3e du Grand Prix de Plouay |  |

### Résultats sur les grands tours

#### Tour de France
6 participations
- 1951 : 49e
- 1953 : 62e
- 1954 : hors-délai à la 4e étape
- 1956 : 63e, vainqueur de la 3e étape
- 1957 : abandon (9e étape)
- 1958 : 35e

### Résultats sur les classiques
Ce tableau représente les résultats de Joseph Morvan sur les classiques auxquelles il a déjà participé au moins une fois.
| Année | GP de Plouay | Paris-Tours | Bordeaux-Paris |
| ----- | ------------ | ----------- | -------------- |
| 1952  | -            | 71e         | -              |
| 1953  | -            | -           | -              |
| 1954  | -            | -           | -              |
| 1955  | -            | -           | -              |
| 1956  | -            | -           | -              |
| 1957  | 2e           | 81e         | -              |
| 1958  | -            | 89e         | 4e             |
| 1959  | -            | -           | 4e             |
| 1960  | -            | -           | -              |
| 1961  | -            | -           | -              |
| 1962  | 3e           | -           | -              |